# NGC 5291
NGC 5291 este o galaxie eliptică situată în constelația Centaurul. A fost descoperită în 8 mai 1834 de către John Herschel. Se află la o distanță de 55,72 de megaparseci de Pământ.